# Lerista baynesi
Lerista baynesi este o specie de șopârle din genul Lerista, familia Scincidae, descrisă de Storr 1971. Conform Catalogue of Life specia Lerista baynesi nu are subspecii cunoscute.